# Catedral de Cortona
La concatedral de Santa María Asunta es el principal lugar de culto católico de Cortona, en la provincia de Arezzo, concatedral de la diócesis de Arezzo-Cortona-Sansepolcro. 

## Historia
Construida sobre los restos de un templo pagano probablemente entre los siglos V y VI y documentada como iglesia parroquial en el siglo XI, cuando se estableció la diócesis de Cortona en 1325 no fue elegida como catedral aunque las dependencias anexas se convirtieron inmediatamente en residencia del obispo. En la segunda mitad del siglo XV, el interior fue renovado según los nuevos cánones arquitectónicos renacentistas, una adaptación que tal vez pretendía preparar la antigua iglesia parroquial, junto a la cual el obispo había vivido permanentemente durante más de un siglo, para el nuevo papel de catedral, que fue sancionada en 1507 por el papa Julio II quien decidió transferirle el título de catedral de la iglesia suburbana de San Vincenzo.

## Descripción

### Exterior
El lado derecho está flanqueado por una logia construida a finales del siglo XVI y que permitió rellenar las ventanas que se abrían hacia el sur, y se completa con una hermosa portada lateral renacentista en pietra serena. El robusto campanario data de la segunda mitad del siglo XVI y está asignado a Francesco Laparelli.
La fachada conserva huellas de intervenciones que tuvieron lugar en diferentes épocas. Los restos más antiguos se remontan a la fachada románica medieval y son un pilar con capitel y columnas en los ángulos y parte de un gran arco; su ubicación atestigua lo bajo que era el suelo de la antigua iglesia parroquial, elevado cuando se pavimentó la plaza. Recuerdos medievales son también la ventana larga y estrecha y una losa de mármol con un escudo del siglo XIV. El resto de la fachada data del siglo XV.

### Interior
La iglesia aparece como una construcción de estilo renacentista, con intervenciones posteriores que se suman a la rigurosa y elegante partitura original. La bóveda de cañón que cubre la nave central data de principios del siglo XVIII, de inspiración renacentista, repintada en los últimos veinte años del siglo XIX por Gaetano Brunacci de Cortona; en la misma época se abrieron las ventanas circulares, un poco más tarde se construyó el arco triunfal y, a mediados de siglo, se colocó el suelo.
La planta longitudinal se divide en tres naves salpicadas de columnas con capiteles y pulvinus inspirados en Brunelleschi. Los altares laterales fueron añadidos durante el siglo XVII.

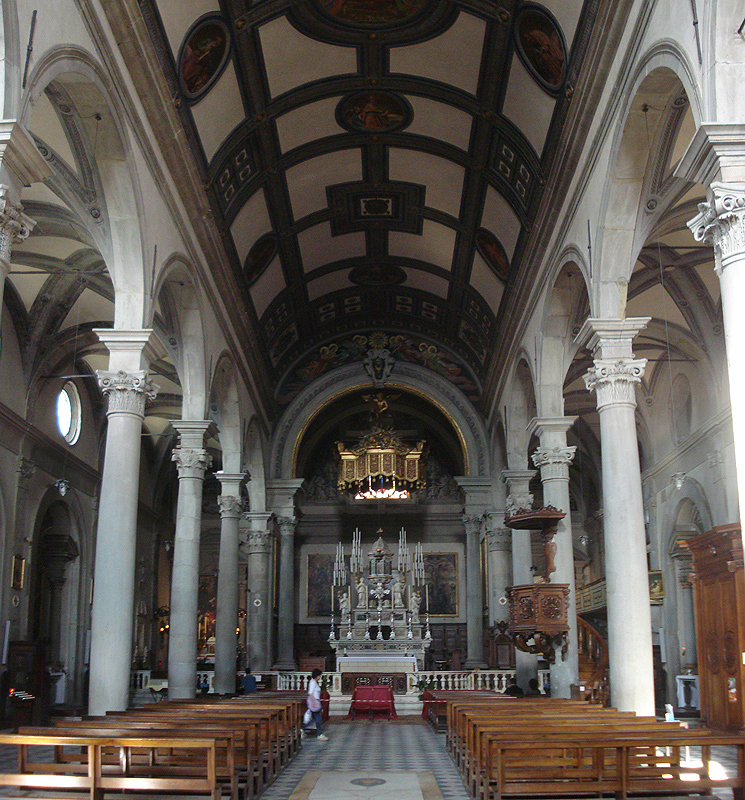
El interior

El interior está lleno de obras, algunas de las cuales proceden de iglesias destruidas o suprimidas de Cortona. En la entrada, a la derecha, se encuentra el monumento funerario neoclásico de Giovanni Battista Tommasi , importante noble de Cortona, fallecido en 1805, que fue el último gran maestre de la Soberana Orden Militar de Malta .
En la nave derecha, en el primer altar se encuentra un hermoso relicario de finales del siglo XVII, en el segundo altar está la Transfiguración de Raffaello Vanni y en el tercero una interesante Virgen con el Niño del siglo XVI que ha permanecido anónimo. Casi enfrente se encuentra el hermoso púlpito de madera de Miguel Ángel Leggi, conocido como el Mezzanotte (1524). En el último altar de la derecha se encuentra el lienzo con la Muerte de San José de Lorenzo Berrettini.
En el coro alto, en el último tramo de la nave lateral derecha, se encuentra el órgano de tubos, construido en 1840 por el florentino Antonio Ducci reutilizando el material sonoro de uno del siglo XVI de Giovanni di Antonio Piffero, que a su vez fue modificado varias veces. El órgano, de un solo teclado y pedalera de octava, tiene 26 registros y es de transmisión mecánica; la exposición consta de tres cúspides de once tubos cada una, insertadas en un compartimento arqueado en la pared frontal de la vitrina.
En la capilla absidal de la derecha se encuentra la Virgen del Pianto en terracota pintada del tipo Vesperbild, obra de un artista germánico desconocido del siglo XIV.
La capilla mayor está cerrada por un rico altar mayor de mármol y piedras semipreciosas, creado por Francesco Mazzuoli en 1664. El coro detrás es obra de Vincenzo Conti y Stefano Fabbrucci (1684-1688) de Cortona. En el coro, lamentablemente poco accesible y poco visible, encontramos varias pinturas importantes que necesitarían una mayor visibilidad. Entre ellos se encuentra la Madonna del Rosario de Cigoli, el lienzo de Andrea Commodi con la Consagración de la Iglesia del Santissimo Salvatore (1607), transportado a la Catedral a finales del siglo XVIII desde el oratorio de San Salvatore para el que fue creado. También en el coro se encuentra la tabla con el Descendimiento del Espíritu Santo, datada entre 1528 y 1529 y atribuida a Tommaso Bernabei conocido como Papacello. La representación de Pentecostés encuentra aquí una curiosa y original iconografía con curiosos observando a la Virgen y los Apóstoles situados en el piso inferior desde una cornisa. Además de citas más cultas (Rafael y Baccio Bandinelli), Papacello se recuerda a sí mismo en el paisaje arqueológico del fondo, repetido del ciclo que él mismo pintó al fresco en el Palazzone Passerini de Cortona.
En la capilla absidal izquierda, tenemos la Comunión de María, lienzo de Salvi Castellucci, y junto a él el mosaico del Redentor, de Gino Severini.
En el exterior de la capilla, en la pared izquierda, se encuentra un valioso copón de mármol, cuya atribución varía entre alumno de Mino da Fiesole y Urbano da Cortona (1491).
Continuando en la nave izquierda encontramos la Virgen con el Niño y los Santos de Lorenzo Berrettini, un crucifijo de madera del siglo XVII de Andrea Sellari y más adelante, colocado en el altar de Capulli está el lienzo con ' Adoración de los Pastores de Pietro Berrettini, conocido como Pietro da Cortona, datable hacia 1663. Es probable que se pueda identificar un colaborador en Lorenzo, primo segundo de Berrettini, cuyas costumbres se encuentran sobre todo en la figura de la Virgen y su pequeño hijo. En el siguiente altar encontramos el Martirio de San Sebastiano de Lazzaro Baldi, y en el último la Madonna della Manna, una terracota pintada del siglo XV.

### Sacristía
La sacristía de la catedral conserva numerosos ejemplos de objetos de culto, algunos de los cuales son de notable calidad. Un ejemplo de ello es el cáliz legado por el obispo Gherardi en 1749: de oro puro decorado con relieve y buril, es uno de los objetos más significativos del arte orfebre del siglo XVIII, probablemente de fabricación romana, como tres de los cuatro bustos relicario que se exhiben sólo en ceremonias raras e importantes. Junto a objetos de orfebrería se conservan importantes casullas de los siglos XVII y XVIII, entre las que destaca una casulla del siglo XVII magníficamente bordada y un tercer panel, también del siglo XVII, decorado con motivos de granadas.
Algunos muebles de la catedral se exponen en el museo diocesano: desde el papel pintado donado en 1526 por la familia Passerini, verdadera obra maestra del arte textil renacentista, hasta el precioso relicario donado al pueblo de Cortona por Jacopo Vagnucci en 1458. Entre las pinturas conservadas en el museo se encuentran la bella Maestà de Pietro Lorenzetti, anterior a 1320, que aún se conservaba en la catedral en la primera década del siglo XX, y la Asunción de la Virgen de Luca Signorelli, de 1519-1520.